# Thomas von Heesen
Thomas von Heesen (født 1. oktober 1961 i Höxter, Vesttyskland) er en tysk tidligere fodboldspiller (midtbane) og -træner. 
Von Heesen spillede i hele 14 år for Hamburger SV i Bundesligaen, og var med til at vinde både det tyske mesterskab, DFB-Pokalen og Mesterholdenes Europa Cup med klubben. I Europa Cup-finalen i 1983 mod Juventus blev han indskiftet efter 55 minutters spil, hvor han erstattede danske Lars Bastrup. HSV endte med at vinde kampen 1-0
Senere har von Heesen gjort karriere som træner, og har blandt andet stået i spidsen for sin gamle klub som aktiv, Arminia Bielefeld, samt Saarbrücken og cypriotiske Apollon Limassol.

## Titler
Bundesligaen
- 1984 med Hamburger SV

DFB-Pokal
- 1987 med Hamburger SV

Mesterholdenes Europa Cup
- 1983 med Hamburger SV